# کشتی تورگذار کلاس-بار
کشتی تورگذار کلاس-بار (به انگلیسی: Bar-class boom defence vessel) یک کلاس از کشتی است که طول آن  ۴۱٫۱۴ متر (۱۳۵ فوت ۰ اینچ) می‌باشد.